# Josef Meyer
Josef Meyer, né le 7 octobre 1939 à Saint-Vith est un homme politique belge germanophone, membre de VIVANT.
Il est docteur en médecine et spécialiste en médecine tropicale, chirurgie et tabacologie (UCL). A travaillé de 1966 à 1968 dans un hôpital de mission à Mutomo au Kenya, dans des hôpitaux allemands, américains et suisses; travaille actuellement à l'hôpital de Saint-Vith.

## Fonctions politiques
- 2000-     : conseiller communal à Saint-Vith
- 2004-2009 : membre du parlement germanophone.

Page internet depuis le 01.01.2013:  www.j-meyer.be